# Chromis chrysura
Chromis chrysura és una espècie de peix de la família dels pomacèntrids i de l'ordre dels perciformes.

## Morfologia
Els mascles poden assolir els 14 cm de longitud total.

## Distribució geogràfica
N'hi ha tres poblacions aïllades: 1) Sud del Japó, Illes Ryukyu i Taiwan; 2) Mar del Corall, incloent-hi Nova Caledònia, Vanuatu, Fidji i l'est d'Austràlia; 3) Maurici i Reunió. També present a les Illes Filipines.